# Clematis occidentalis
Clematis occidentalis là một loài thực vật có hoa trong họ Mao lương. Loài này được (Hornem.) DC. mô tả khoa học đầu tiên năm 1824.

## Hình ảnh

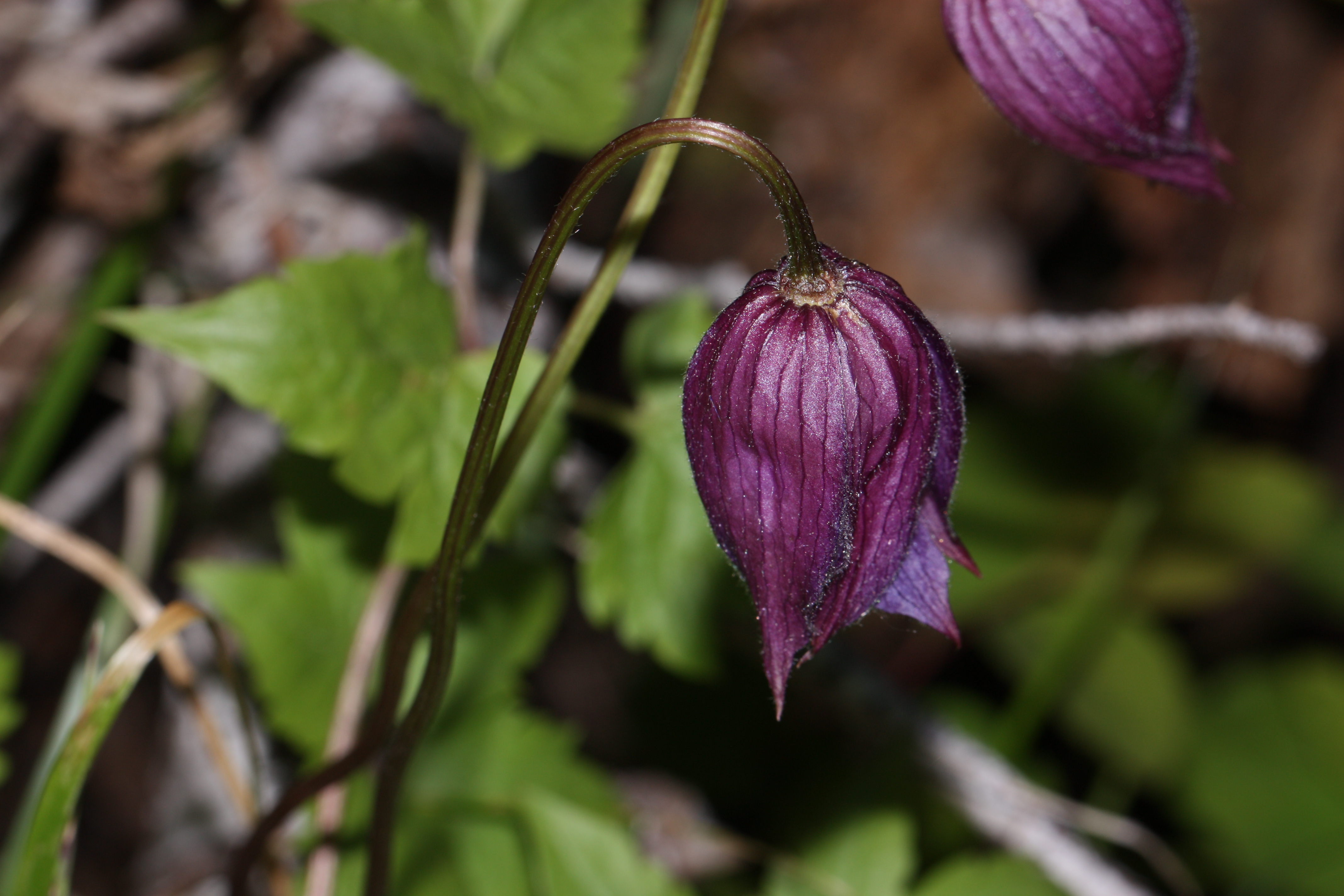
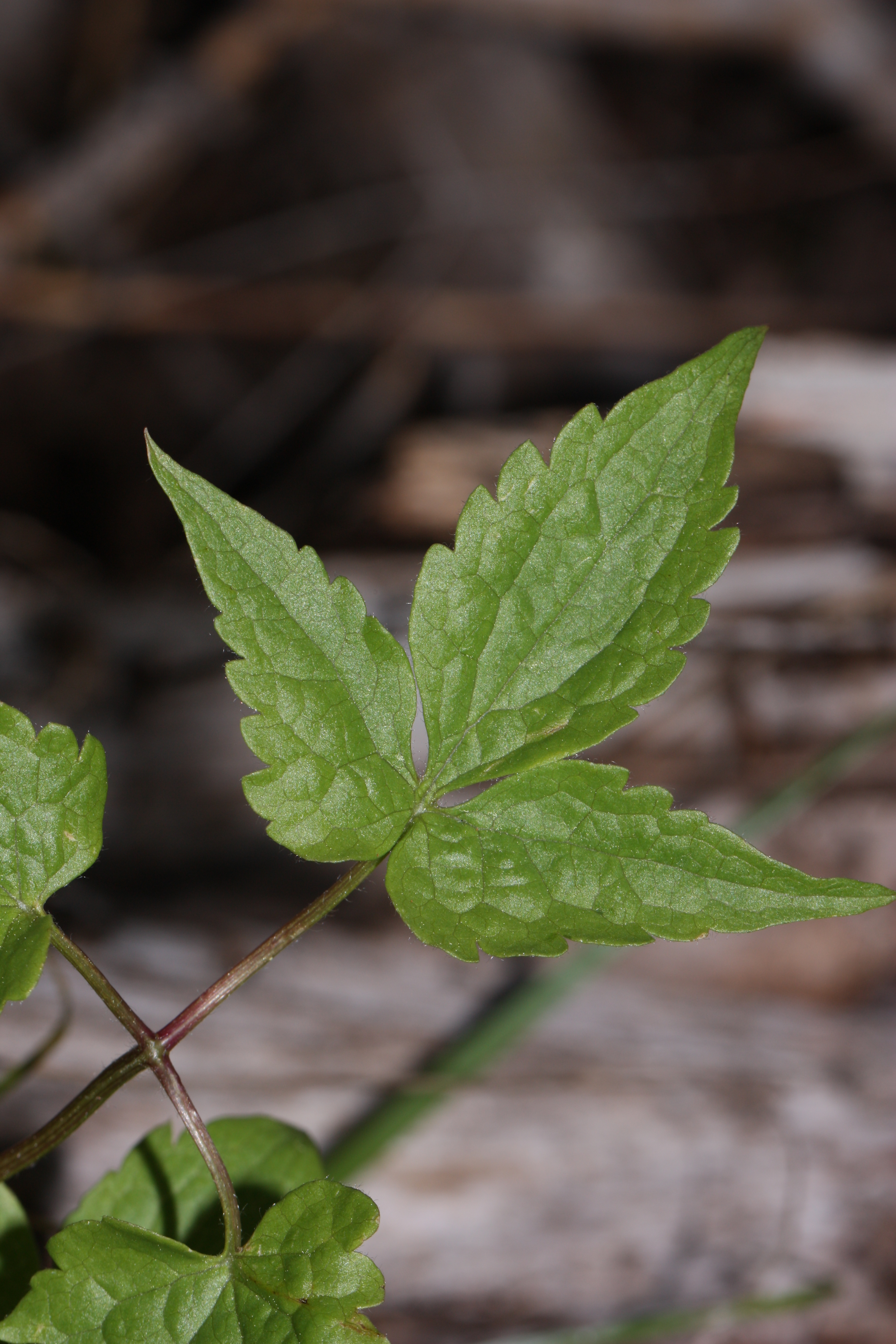
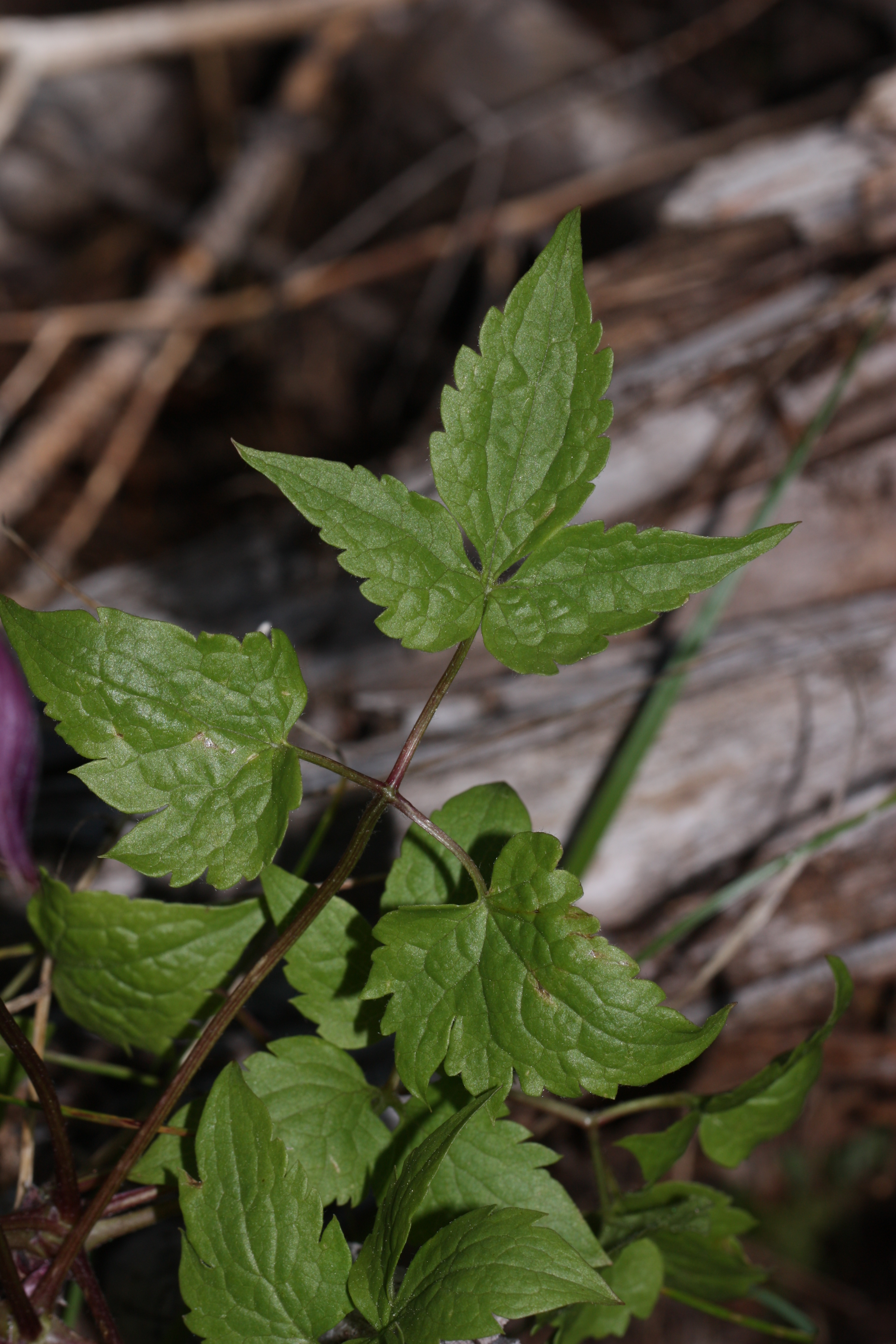
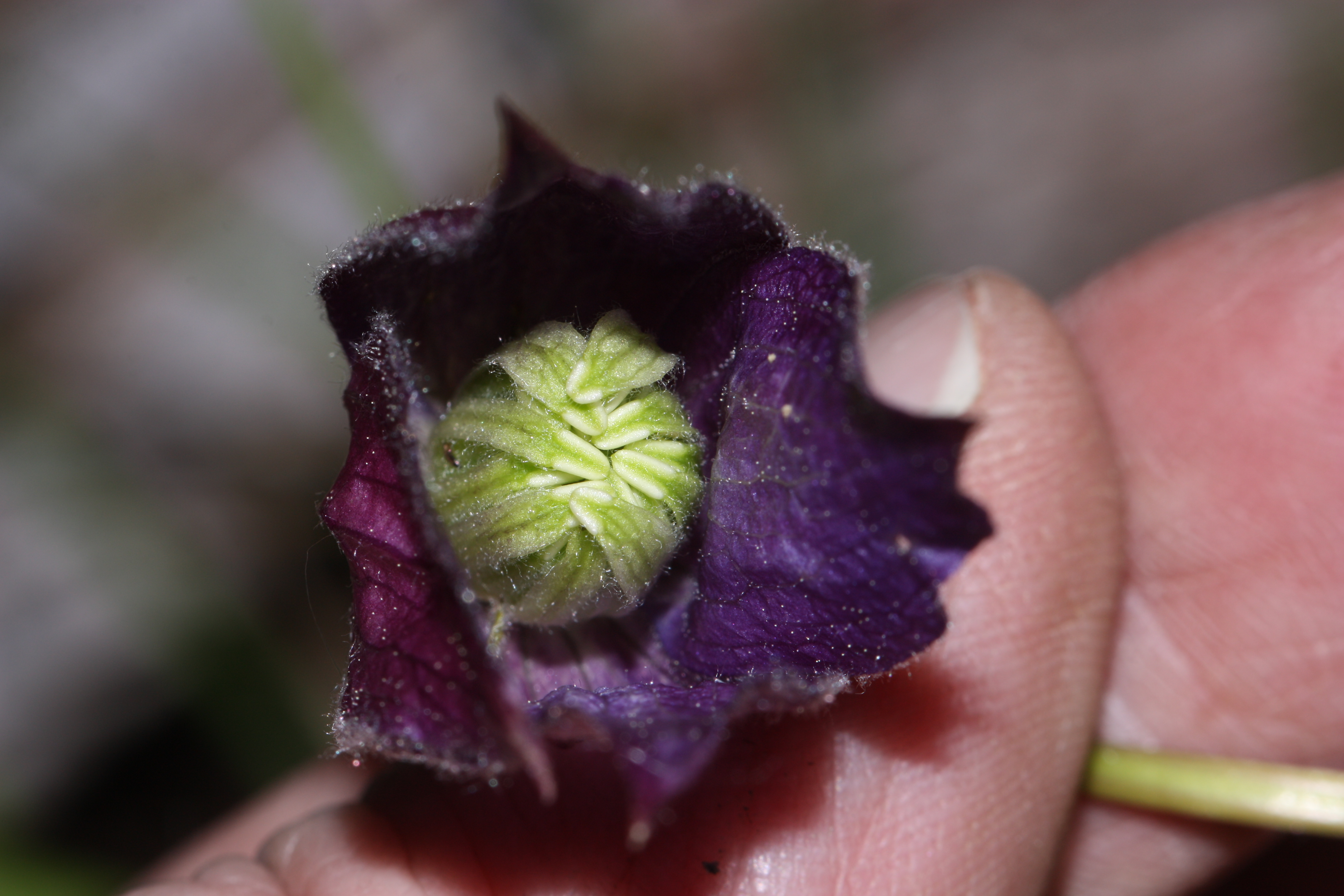